# Sittelle géante
Vous lisez un « article de qualité » labellisé en 2014.
Sitta magna
Espèce
Statut de conservation UICN

 EN C2a(i) : En danger
La Sittelle géante (Sitta magna) est une espèce d'oiseaux de la famille des Sittidae. C'est la plus grande des sittelles, mesurant 19,5 cm de longueur. Les parties supérieures sont gris bleuâtre, avec l'avant — de la calotte au haut du dos — gris clair, contrastant avec le reste du dos plus sombre. L'oiseau a deux traits sourciliers noirs très épais, et les parties inférieures gris clair, avec les joues et la gorge blanchâtres, et le ventre plus ou moins lavé de chamois et de cannelle, selon le sexe de l'individu. La Sittelle géante a un long bec, et une queue longue pour une sittelle. La femelle se distingue du mâle par ses traits oculaires plus ternes et ses parties supérieures offrant moins de contraste entre calotte et nuque et le bas du dos. Les cris sont puissants et constitués de répétitions de motifs simples. L'espèce glane sa nourriture sur les troncs et les branches d'arbres, notamment de pins, et se nourrit d'insectes et de baies. Elle niche vers le mois de mars, dans le trou d'un arbre et sans en maçonner l'entrée, et la nichée compte environ trois jeunes.
La Sittelle géante s'observe du Sud-Ouest de la Chine au centre-est de la Birmanie, en passant par le Nord-Ouest de la Thaïlande et probablement dans l'extrême Nord-Ouest du Laos. Sa répartition altitudinale varie selon les régions, mais s'étale des alentours de 1 000 m, jusqu'à 3 350 m au moins, en Chine. Elle recherche les peuplements de pins, notamment de vieux Pins de Benguet (Pinus kesiya), présents sur les arêtes des montagnes, parmi les chênaies-châtaigneraies. Deux sous-espèces sont distinguées, S. m. magna et S. m. ligea, différant principalement par la longueur et la largeur du bec. La Sittelle géante est menacée par la destruction de son habitat, et très localisée par endroits. Les effectifs de l'espèce sont difficiles à évaluer et semblent avoir été surestimés, c'est pourquoi en 2013 l'Union internationale pour la conservation de la nature passe son statut de « vulnérable » à « espèce en danger ».

## Description

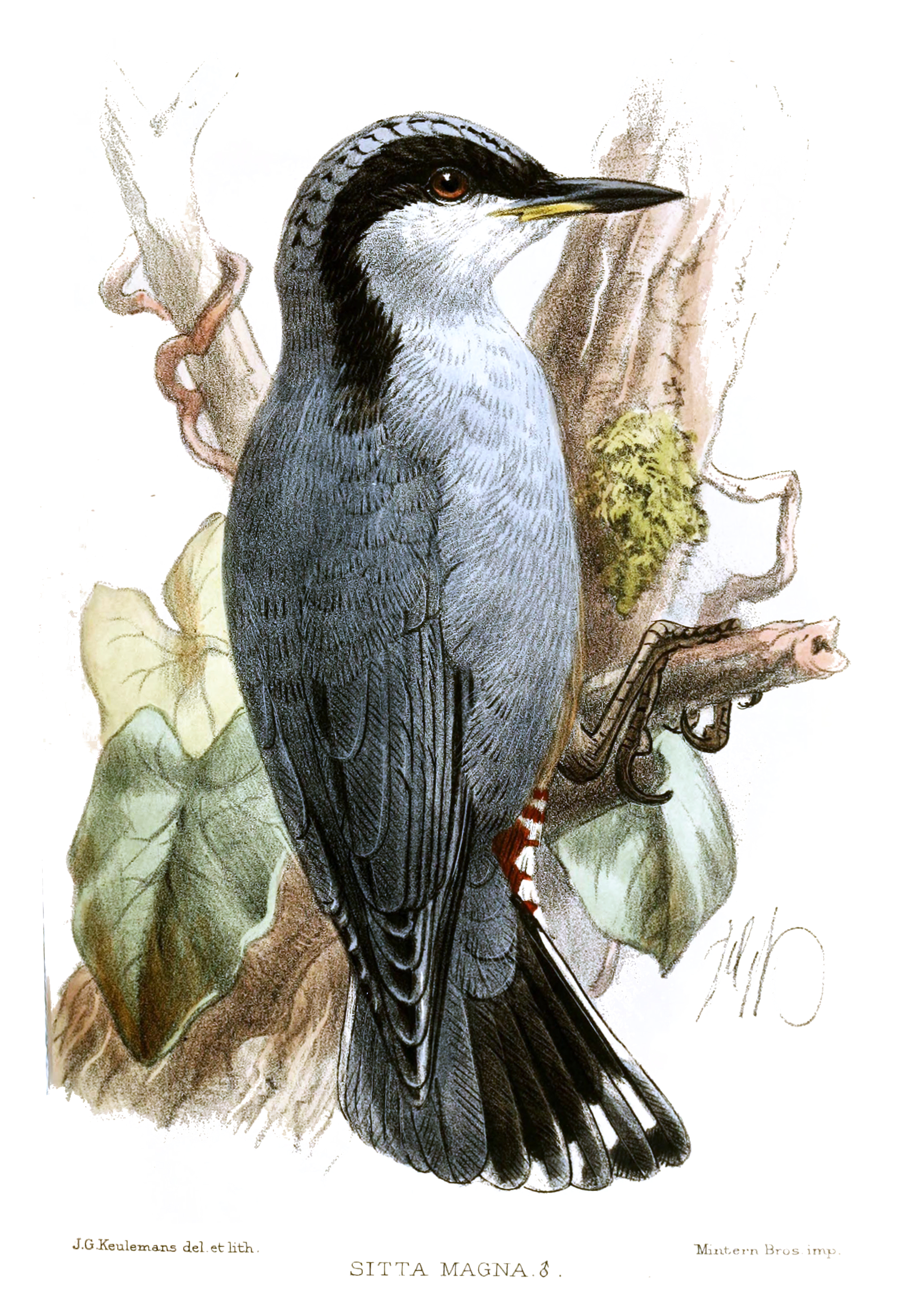
Dessin d'un individu de la sous-espèce Sitta magna magna ; planche de John Gerrard Keulemans publiée en 1897.

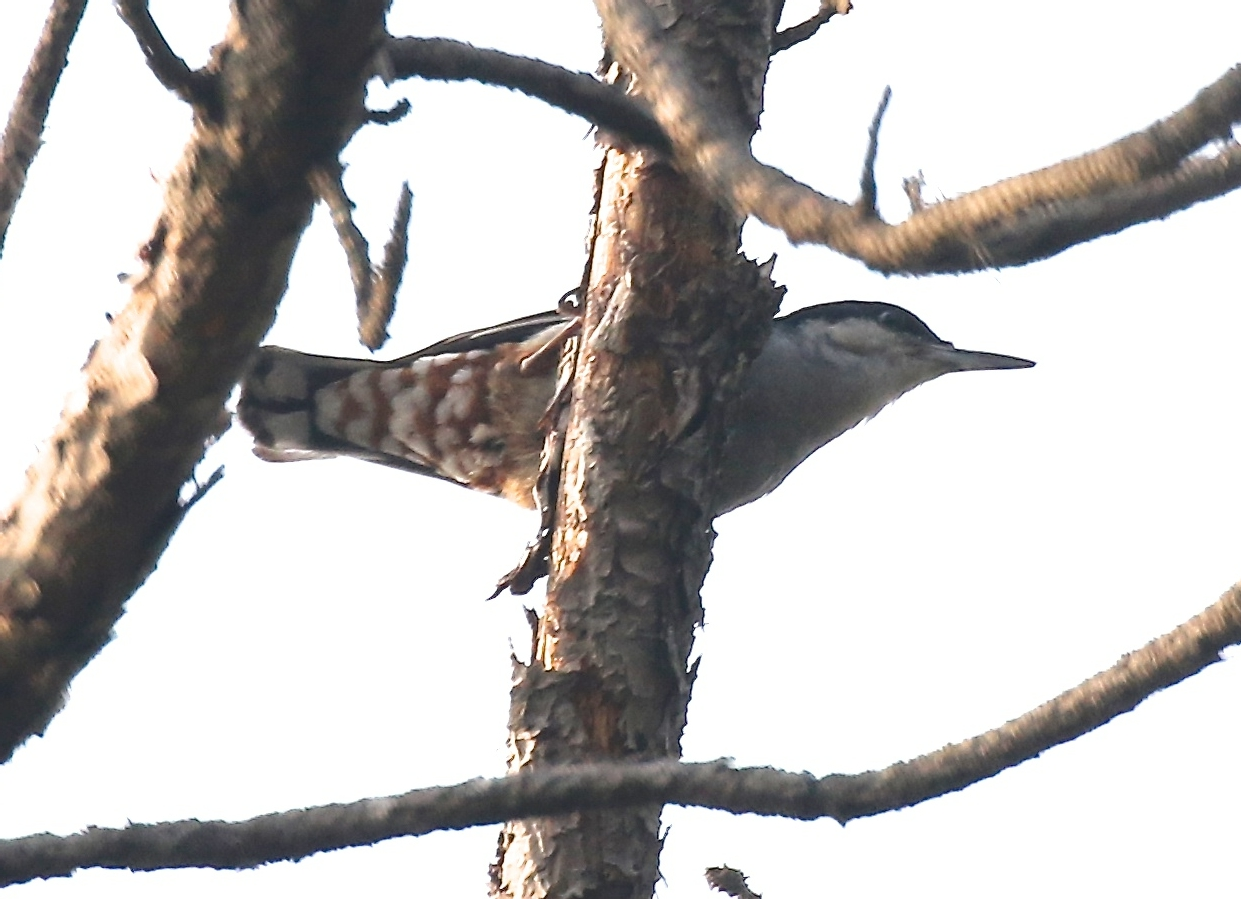
Une Sittelle géante de la sous-espèce nominale (S. magna magna) dans le Doi Ang Khang (Thaïlande), montrant ses sous-caudales largement tachées de blanc.

Les parties supérieures sont gris bleuâtre sombre, avec la calotte, la nuque et le haut du manteau d'un gris bien plus clair et quelque peu strié de noir, de manière variable selon les individus, indépendamment des sexes. La calotte est encadrée de deux épais traits oculaires noirs qui s'étendent jusque sur le haut du manteau ; de profil, l'oiseau peut même donner l'impression d'avoir la tête noire. Les parties inférieures sont gris clair, avec les joues et la gorge presque blanches et le ventre plus ou moins lavé de cannelle. Les couvertures sous-caudales sont rousses, avec de grandes taches blanches. L'iris est brun ou noisette, le bec est noir, avec la moitié de la mandibule inférieure plus claire, blanc bleuâtre ou lilas bleuâtre. Les pieds et les doigts sont ardoise grisâtre, brun verdâtre ou d'un brun jaunâtre clair, avec des griffes couleur corne, brun foncé ou ardoise grisâtre.
Il existe un dimorphisme sexuel : le mâle a le trait oculaire très noir, avec de faibles reflets bleus et le ventre pâle ou gris clair, lavé de chamois, tandis que la femelle a le trait oculaire plus terne, et les parties inférieures plus chamoisées, avec les flancs et le ventre lavés de cannelle. Les parties supérieures de la femelle diffèrent aussi quelque peu de celles du mâle : la nuque et le haut du manteau sont légèrement teintés de chamois et le bas du manteau est plus clair que chez le mâle, offrant un contraste moins grand avec la nuque. Le juvénile ressemble à la femelle, mais la calotte est teintée de crème, les parties supérieures sont plus grises que bleues et les traits oculaires sont plus ternes. Chez les jeunes, les plumes des tertiaires et des grandes couvertures sont également teintées de brun quand elles sont en mue chez les adultes, et le bec est un peu plus court et émoussé,. Les adultes connaissent une mue complète après la saison de reproduction et incomplète (notamment de la gorge et la nuque) avant la saison de reproduction, en novembre-décembre.
La Sittelle géante est la plus grande des sittelles, mesurant 19,5 cm de longueur. Les mensurations varient quelque peu selon la sous-espèce : l'aile pliée mesure 115-121,5 mm pour le mâle S. m. magna, 111-117 mm pour le mâle S. m. ligea, 115-119 mm pour la femelle S. m. magna et 109-117 mm pour la femelle S. m. ligea. Le bec mesure 29,1-33,1 mm chez le mâle S. m. magna, 25,9-29,2 mm chez le mâle S. m. ligea, 29,5-32,5 mm chez la femelle et 23-28,2 mm chez la femelle S. m. ligea. Le tarse, mesuré chez S. m. magna, fait 19-22 mm ; la queue est longue pour une sittelle, et mesure 58-64 mm chez le mâle S. m. magna et 58-63 mm chez la femelle S. m. magna. Le poids, mesuré pour la sous-espèce S. m. ligea, est de 36-47 g.
Sa grande taille rend la Sittelle géante assez caractéristique, mais dans les cas où ce critère n'est pas évident, il peut y avoir risque de confusion avec la Sittelle des Naga (Sitta nagaensis), qui a cependant du roux sur les flancs, des traits oculaires noirs beaucoup moins larges et qui n'a pas la calotte et le haut du manteau plus clairs que le reste des parties supérieures. La Sittelle du Yunnan (S. yunnanensis) peut se rencontrer dans les mêmes habitats que la Sittelle géante dans le Sud du Yunnan, mais est bien plus petite, avec un sourcil blanc.

## Écologie et comportement

### Voix
La Sittelle géante a une voix sonore. Elle émet souvent un cri d'appel, rappelant les corvidés et notamment le jacassement de la Pie bavarde (Pica pica), et constitué de trois notes rêches répétées rapidement, diversement transcrites dans la littérature anglophone comme « gd-da-da », « dig-er-up » ou « get-it-up ». Parfois ce bavardage est plus élaboré et mélodique devenant alors une série de motifs en « kid-der-ku » ou « ge-de-ku », dans lesquels les premières notes restent sèches mais où la note finale est forte et tintante. Les notes peuvent aussi être plus rêches, pour devenir un « gu-drr, gu-drr, gu-drr », répété, rappelant le cri de certains gibiers à plumes. La Sittelle géante a également un cri en « naa » rappelant le son d'une trompette pour enfant. Le chant pourrait être un son clair, sifflant ou tintant en « kip » ou « keep », répété à intervalles irréguliers et rappelant le chant, en plus sonore, d'une rainette.

### Comportement et alimentation

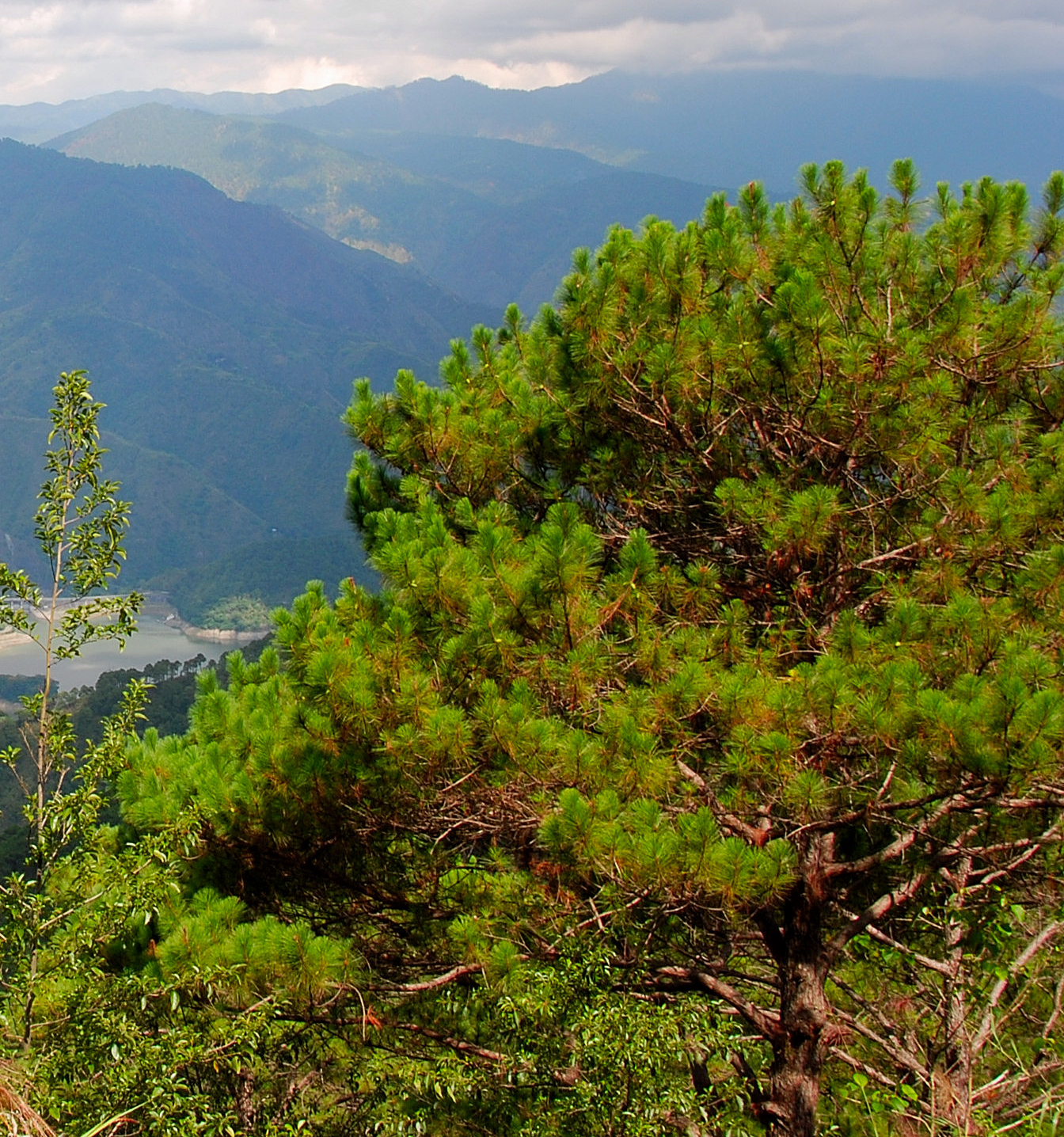
Le Pin de Benguet (Pinus kesiya), ici photographié aux Philippines, peut être visité par la Sittelle géante, à la fois pour trouver sa nourriture et pour nicher.

La Sittelle géante prospecte comme la plupart des autres sittelles, se mettant notamment fréquemment tête en bas, mais elle est globalement moins agitée que les espèces plus petites du genre. Elle vole généralement sur de courtes distances, tout droit, imprimant des battements vrombissants à ses grandes ailes. Sur de plus longues distances, elle a un vol tombant, rappelant celui d'un pic. Cette sittelle cherche généralement seule ou en couple, habituellement sur les pins. Elle explore d'ordinaire le tronc et les grosses branches, mais elle a aussi été observée prospectant sur les branches plus fines à la recherche d'insectes,. L'étude de contenus stomacaux a montré que le régime se composait de baies et d'arthropodes, comme des coléoptères, lépidoptères (imagos et larves) et fourmis.

### Reproduction
Les données sur la reproduction de la Sittelle géante sont très fragmentaires. Le 4 avril 1933, un nid est trouvé dans le sud de l'État Shan (Birmanie), avec trois jeunes à moitié emplumés. Il était situé dans un trou d'origine naturelle du tronc d'un arbre, avec l'ouverture tournée vers le ciel, à plus de 2 m du sol, non maçonné de boue alors que d'autres espèces de sittelles le font. Le 8 avril 1983, un autre nid est trouvé dans le nord-ouest de la Thaïlande : il comptait trois jeunes, et était situé à trois mètres du sol, dans le trou d'un chêne de 8 m de haut et de 25 cm de diamètre,,. En 1998, un autre nid est signalé en Thaïlande, trouvé fin mars dans le tronc d'un Pin de Benguet (Pinus kesiya) et contenant des jeunes.

## Répartition et habitat

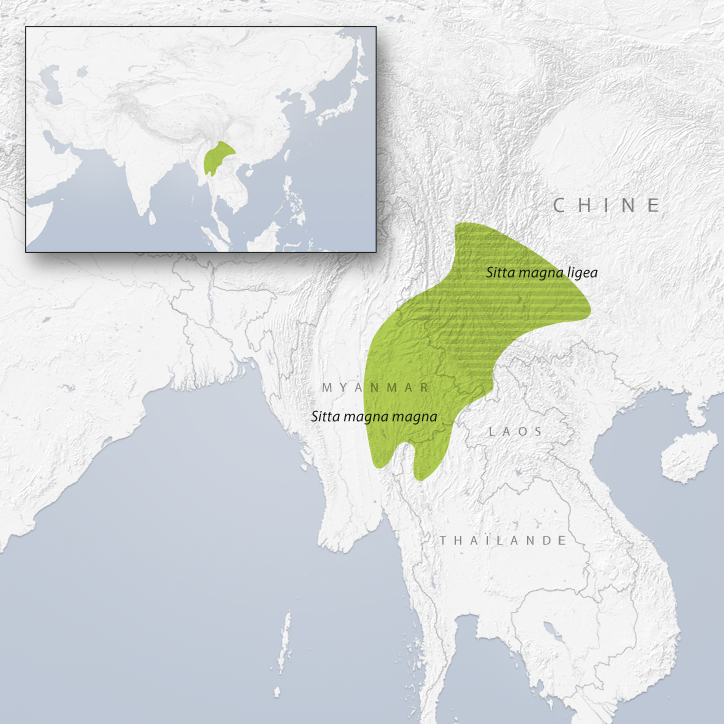
Répartition de l'espèce.

La Sittelle géante apprécie principalement les forêts de pins, mais peut également se rencontrer dans des milieux plus ouverts, cherchant sa nourriture d'un petit arbre à l'autre. En Thaïlande, elle est trouvée au milieu des forêts de chênes et de châtaigniers, parmi lesquelles les stations à grands Pins de Benguet (Pinus kesiya) matures sont fréquentes au sommet des crêtes. Elle vit à des altitudes moyennes à hautes : en Chine, elle peuple généralement les forêts situées bien au-dessus des 1 000 m, jusqu'à 3 350 m au moins ; en Birmanie, elle est rapportée de 1 220 à 1 830 m, et en Thaïlande de 1 200 à 1 800 m.

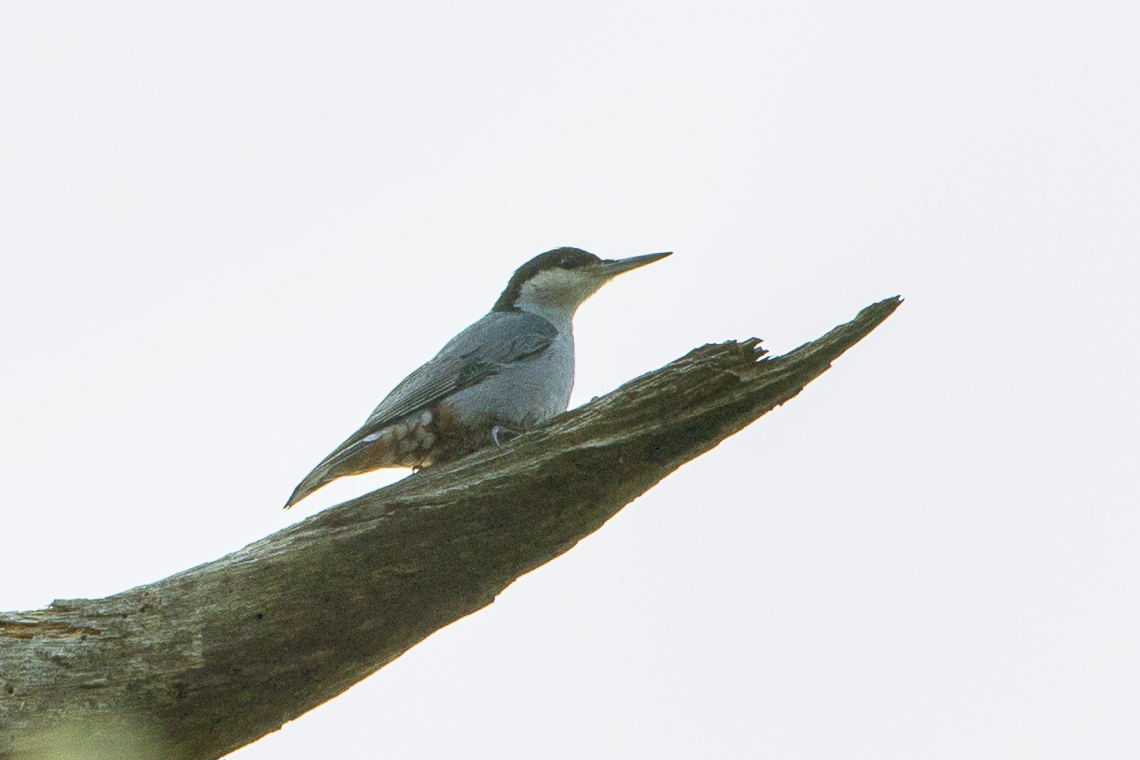
Une Sittelle géante dans la province de Chiang Mai.

Cette espèce vit du centre-sud de la Chine au Nord-Ouest de la Thaïlande. En Chine, on la trouve au nord dans le Sud du Sichuan et du Guizhou (à Xingyi, notamment). Plus au sud, l'espèce vit dans une grande partie du Yunnan, depuis le mont enneigé Yulong et le Lijiang au nord, dans la préfecture autonome bai de Dali, les xian de Shuangbai et de Mile, et jusqu'à la préfecture autonome dai de Xishuangbanna au sud. En Birmanie, elle peuple une grande partie de l'État Shan, et sa répartition s'arrête au nord-ouest aux Mogok Hills de la région de Mandalay, au centre-ouest dans les alentours de Myinkyado et au sud au mont Nat Taung. Les signalements se sont néanmoins faits plus rares depuis 1950, et la répartition de l'espèce dans ce pays pourrait s'être réduite,. Elle est probablement présente dans l'extrême Nord-Ouest du Laos, puisqu'on la trouve en Birmanie et au Yunnan voisins ; en 2013, les recherches effectuées dans les habitats les plus susceptibles d'accueillir l'espèce seraient restées infructueuses. Elle vit enfin dans le nord-ouest de la Thaïlande, et a notamment été signalée dans les monts Doi Ang Khang, Doi Pha Hom Pok, Doi Chiang Dao, Doi Khun Tan, au sanctuaire faunique de Lum Nam Pai et à Mae Hong Son. Elle a été signalée dans le Doi Inthanon au début des années 1980, mais il pourrait s'agir d'une confusion avec la Sittelle des Naga (S. nagaensis) puisque les forêts de gros pins auxquelles l'espèce semble si liée n'existent pas sur ce mont. Elle a apparemment disparu du parc national thaïlandais de Doi Suthep-Pui, dans lequel elle était présente dans les années 1960.

## Taxinomie

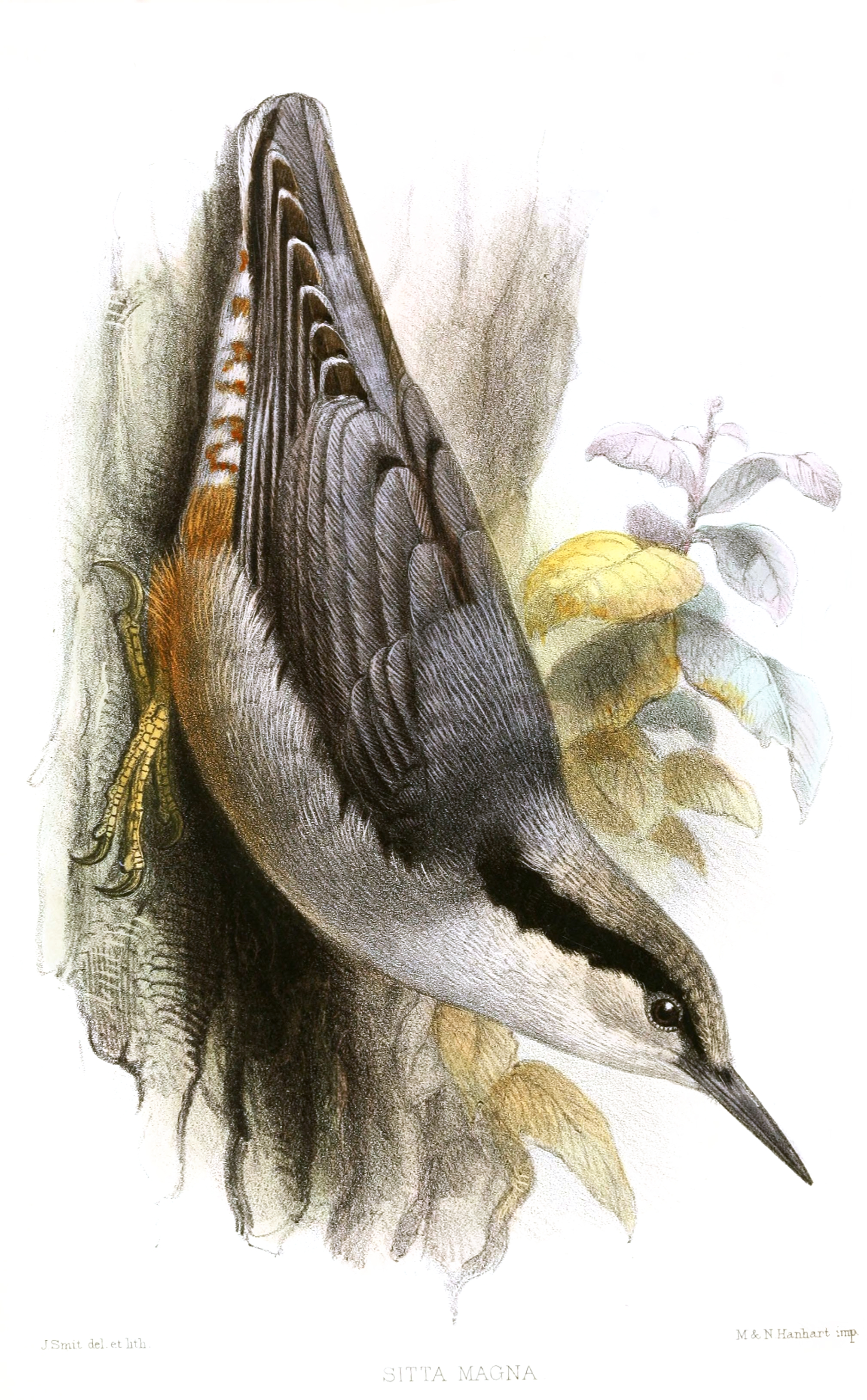
Dessin d'un individu de la sous-espèce nominale Sitta magna magna ; planche de Joseph Smit publiée lors de la description originale en 1876.

La Sittelle géante est décrite en 1876 par le naturaliste britannique Robert Ramsay. Dans le découpage en sous-genres du genre Sitta, peu utilisé, la Sittelle géante est placée dans Sitta (Sitta) Linnaeus, 1758. Selon le Congrès ornithologique international et Alan P. Peterson il existe deux sous-espèces :
- S. m. ligea Deignan, 1938, décrite par l'ornithologue américain Herbert Girton Deignan en 1938 d'après un mâle adulte collecté à Lijiang[11], vit dans le centre-sud de la Chine[7] ;
- S. m. magna Ramsay, 1876, la sous-espèce nominale décrite depuis un matériel type venant de l'État de Kayah (Birmanie)[12],[13], du centre de la Birmanie, sud de la Chine et nord-ouest de la Thaïlande[7].

S. m. ligea a le bec plus fin latéralement et d'environ 4 mm plus court que la sous-espèce nominale, mais les deux sous-espèces intergradent probablement dans le sud-ouest du Yunnan (Chine).
- Sitta
  - 
    - 
      - Sittelle à poitrine blanche (S. carolinensis)
      - Sittelle géante (S. magna)

    - Autres sittelles

  - Sittelle de Przewalski (S. przewalskii)

Les relations de parenté de cette espèce avec les autres sittelles sont longtemps restées floues. Les ornithologues américains Charles Sibley et Burt Monroe la pensaient proche de la Sittelle bleue (S. azurea) et de la Sittelle superbe (S. formosa), mais ces deux dernières espèces sont surtout tropicales et vivement colorées et Simon Harrap proposait donc de rapprocher la Sittelle géante de la Sittelle torchepot (S. europaea) et de son complexe d'espèces du Paléarctique. En 2014, Éric Pasquet et al. publient une phylogénie fondée sur l'ADN nucléaire et mitochondrial de 21 espèces de sittelles. La Sittelle géante est alors rapprochée de la Sittelle à poitrine blanche (S. carolinensis), alors que cette dernière espèce était auparavant rapprochée, par des caractères morphologiques, de la Sittelle de Przewalski (S. przewalskii), qui semble cependant complètement basale dans le genre Sitta, et de la Sittelle à joues blanches (S. leucopis), non présente dans l'étude mais probablement espèce sœur de la Sittelle de Przewalski.

## Menaces et protection

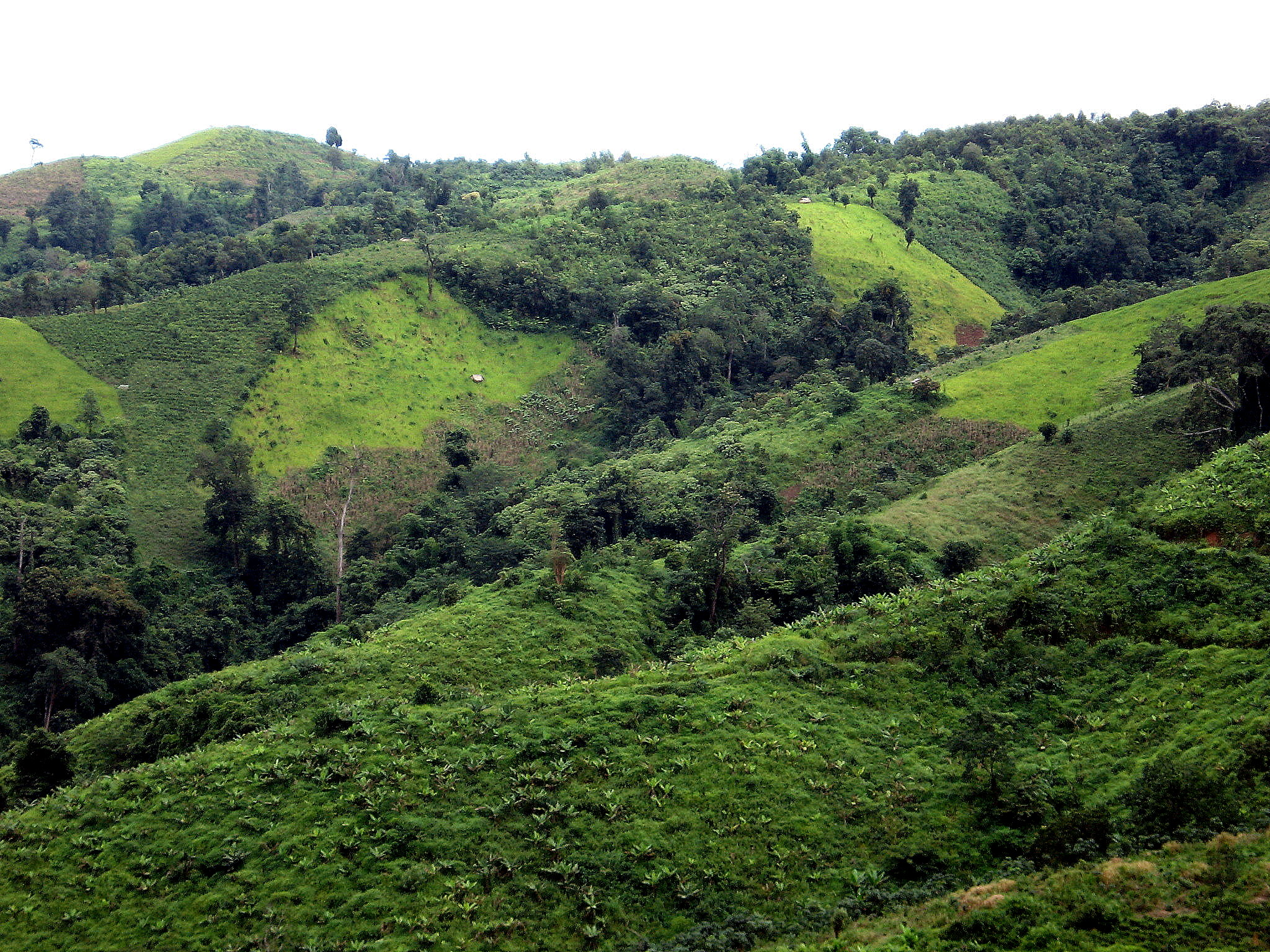
Au Yunnan comme ailleurs, les forêts matures sont abattues pour l'agriculture.

L'espèce a été décrite comme « non rare » en Birmanie, mais les signalements ont diminué depuis 1950, ce qui pourrait indiquer la diminution de l'aire de répartition. La Sittelle géante est rare en Chine avec des populations en déclin, mais assez établie au Yunnan. L'exploitation forestière massive a été bannie de la plupart des forêts, mais l'exploitation de la résine de pin et du bois de chauffage reste une cause majeure de la destruction des vieux arbres. En Thaïlande, elle est peu commune et surtout localisée. Elle se trouve dans ce pays en dessous de 1 800 m, où l'essentiel de son habitat est soumis à la destruction pour la culture, et pour le bois de chauffage, les pins étant principalement ciblés. La Sittelle géante a déjà été vue sur des marchés d'animaux vivants, mais c'est une menace probablement marginale. En revanche, les quatre années de sécheresse qu'a connues le Yunnan avant 2013 sont susceptibles d'avoir diminué le succès reproducteur de l'espèce.
Les seules estimations de populations ont été faites au Yunnan, où il y a probablement entre 800 et 2 000 individus matures, soit 1 000-2 499 adultes pour la population totale, ce qui représente 1 500 à 3 800 oiseaux en tout. L'espèce était considérée en 2012 comme « vulnérable » par l'Union internationale pour la conservation de la nature, mais il est apparu que ses effectifs étaient encore plus faibles que précédemment estimé, et en 2013 la Sittelle géante est considérée comme « espèce en danger ». Par ailleurs, les populations sont probablement en déclin, et de plus en plus fragmentées. Une étude de 2009 a essayé de prédire l'impact que pourront avoir les changements climatiques sur la répartition de plusieurs espèces de sittelles en Asie, en modélisant deux scénarios ; la Sittelle géante pourrait voir sa distribution diminuer de 18,0 à 24,0 % d'ici les années 2040 à 2069.
L'espèce est présente dans de nombreuses aires protégées de Chine et de Thaïlande, et un programme de sensibilisation du public a été mis en place au Yunnan en 2007. Afin de mieux protéger l'espèce, BirdLife International propose d'étudier plus avant la répartition exacte de la Sittelle géante, ses effectifs et son habitat. La protection de ce dernier est notamment d'importance et il faudrait établir des aires protégées auprès des peuplements de pins sains et contrôler leur exploitation.